# Ron Mattes
Ronald Anthony Mattes (Shenandoah, 8 agosto 1963) è un ex giocatore di football americano statunitense che ha militato nel ruolo di offensive tackle nella National Football League (NFL).

## Carriera
Mattes al college giocò a football con i Virginia Cavaliers in cui militò nel ruolo di defensive tackle. Fu scelto nel corso del settimo giro (193º assoluto) del Draft NFL 1985 dai Seattle Seahawks. Vi giocò per cinque stagioni e 75 partite venendo convertito in offensive tackle, prima di passare ai Chicago Bears nel 1991. Chiuse la carriera nel 1992 disputando 5 partite con gli Indianapolis Colts.
Dopo il ritiro, Mattes fu l'allenatore della linea offensiva presso la sua alma mater. In seguito divenne allenatore della linea offensiva dei North Carolina A&T Aggies.